# Finomfőzelék
A finomfőzelék olyan főzelék, amelyben sárgarépa, petrezselyemgyökér, karalábé, kelvirág és zöldborsó, néha kukorica van. Gyakran szerepel az óvodai, iskolai menzák étlapján. Olykor vegyes tavaszi főzeléknek is nevezik.

## Receptje
Végy fél kiló zöldborsót, egy csomó sárgarépát, egy fej karalábét. Az utóbbiakat vagdosd borsónyi darabokra. Kevés olajon dinszteld meg a zöldségeket. Kis vízzel-tejjel engedd fel. Néhány perc után rántsd be. 